# Господар прстенова: Дружина прстена
Господар прстенова: Дружина прстена (енгл. The Lord Of The Rings: The Fellowship Of The Ring) први је филмски део фантастичне трилогије редитеља Питера Џексона из 2001. године, базиран на роману енглеског академика и филолога Џона Роналда Руела Толкина (скр. Џ. Р. Р. Толкин). Џексон је почео да ради на пројекту 1995. године, првобитно замишљеном као дводелна адаптација Толкинових дела. Следећих шест година, пројект се проширио на три филма снимљена у 15 месеци на Новом Зеланду.
Мрачни господар Саурон тражи Јединствени Прстен којим ће покорити Средњу земљу. Прстен се нашао у рукама младог хобита Фрода Багинса, који га мора уништити како би поразио Саурона и његове снаге. Судбина Средње земље зависи од Фрода и осам његових пријатеља из Дружине Прстена. Тако почиње путовање у Уклету планину у земљи Мордор, а то је једино место на којем се Прстен може уништити.
Објављен 19. децембра 2001. године, филм је зарадио похвале и од критике и од публике, а ови други су често наводили како филм верно прати оригиналну причу. Био је то велики биоскопски успех, зарадивши 871 милион долара широм света, и други најуспешнији филм 2001. године у САД и у остатку света (иза филма Хари Потер и камен мудрости), чиме је постао пети најуспешнији филм свих времена у то време. Био је номинован за 13 Оскара, укључујући оне за најбољи филм, најбољег режисера, најбољи адаптирани сценарио, Макелен за најбољег споредног глумца, најбољу сценографију, најбољу костимографију, најбољу монтажу, најбољу оригиналну песму и најбољи микс звука, а освојио је четири за: најбољу фотографију, најбољу шминку, најбољу оригиналну музику и најбоље визуелне ефекте. Филм је такође освојио 5 награда БАФТА, укључујући оне за најбољи филм и режисера.

## Радња
Увод, који приповеда Галадријела, приказује чаробњака Саурона који кује Јединствени прстен којим ће покорити Средњу земљу преко поробљавања носача Прстенова моћи - моћних магичних прстенова који су дати свакој раси - Вилењацима, Патуљцима и Људима. 
Формиран је Последњи савез вилењака и људи како би се супротставио Саурону и његовим снагама у подножју Пламен планине, али изненада се појављује сам Саурон како би убио Елендила, краља Арнора и Гондора, и Гил-галада, Узвишеног Краља Нолдора. Тада Исилдур зграби сломљени мач свога оца и одсече Сауронову руку. Ударац одсече Сауронове прсте, одвојивши га од Прстена и побеђује његову војску. Међутим, како је Сауронов живот везан са прстеном, он није сасвим поражен све док се сам прстен не уништи. Исилдур односи Прстен и подилази искушењу, одбијајући га уништити. После му орци спремају заседу и убијају га, а прстен бива изгубљен у реци у коју је Исилдур пао.
Прстен је пронађен два и по миленијума касније, када долази до створења Голума, који га односи у подземље на пет векова, а прстен даје Голуму „неприродно дуг живот”. Али прстен га напушта, а проналази га хобит Билбо Багинс, на велику Голумову жалост. Билбо се враћа свом дому у Округ са Прстеном, а прича се наставља 60 година касније.
На свој 111. рођендан, Билбо оставља Прстен свом нећаку и усвојеном наследнику Фроду Багинсу.
Билбов стари пријатељ чаробњак Гандалф открива да је тај прстен у ствари Јединствени прстен, предмет који има моћ да исквари срце онога ко га поседује. Саурон, мрачни господар, шаље Утваре прстена, прерушене у јахаче у црном у Округ, Фродову домовину, у потрагу за прстеном. Уз помоћ оданог баштована, Сема Гемџија, и двојице блиских пријатеља, Мерија Брандибака и Пипина Тука, Фродо успева да им побегне. Фродо и остали одлазе да предају прстен у Ривендал којим влада вилењак Елронд. У градићу Брију, Фродовој дружини се прикључује човек звани Страјдер, који је у ствари Арагорн, син Араторнов, наследник престола Гондора и Арнора. Арагорн, на захтев Гандалфа, води хобите до Ривендала. Међутим, Фрода је тешко повредио вођа Утвара, али се упркос томе опоравља под негом вилењачког господара Елронда. У Ривендалу се одржава Елрондов савет коме присуствују представници свих раса Средње земље - Вилењаци, Патуљци и Људи. Вођени Елрондом, долазе до закључка да могу спасити Средњу земљу једино ако однесу Јединствени Прстен у земљу сенки, Мордор, и униште га у Уклетој планини где је и искован. Фродо се добровољно јавља за тај задатак и „Дружина прстена” је формирана да му помогне: сам Фродо, Гандалф, Арагорн, Боромир Гондорски, патуљак Гимли, вилењак Леголас и његова три сапутника хобита. Пут их носи у руднике Морије, где их прати Голум, биће које је је Билбо срео у гоблинским пећинама Магленог горја пре много година. Голум је дуго поседовао Прстен, пре него што га је нашао Билбо. Гандалф објашњава да је Голум некада био сличан хобитима, пре него што је нашао Прстен, који га је искварио. Роб Прстеновој вољи, Голум очајнички жели поново узети „његово Злато”. У наставку, Пипин случајно разоткрије њихово присуство, и Дружина је нападнута од стране Сауронових слугу. Гандалф се сукобљава са гигантским древним демоном ватре и сенке Балрогом, и пада у дубоку провалију, вероватно у своју смрт. Бежећи из Морије, Дружина, предвођена Арагорном, одлази у вилењачке просторе Лотлоријена. Тамо господарица Галадријела показује Фроду визије прошлости, садашњости и будућности. Фродо угледа и Сауроново око, метафизички израз Саурона. На крају првог дела, након што Дружина пређе Велику реку Андуин, Фродо одлучује да сам оде у Мордор, првенствено због опасног утицаја прстена на Боромира кога су убили Урук-хаи. Међутим, његов одани Сем инсистира да пође са њим.

## Улоге
| Улога            | Глумац          |
| ---------------- | --------------- |
| Фродо Багинс     | Елајџа Вуд      |
| Гандалф          | Ијан Макелен    |
| Сем Гемџи        | Шон Астин       |
| Арагорн          | Виго Мортенсен  |
| Леголас          | Орландо Блум    |
| Гимли            | Џон Рис-Дејвис  |
| Боромир          | Шон Бин         |
| Аруена           | Лив Тајлер      |
| Галадријела      | Кејт Бланчет    |
| Саруман          | Кристофер Ли    |
| Весели Брендибак | Доминик Монахан‎ |
| Пипин Тук        | Били Бојд       |
| Елронд           | Хјуго Вивинг    |
| Голум            | Енди Серкис     |
| Билбо Багинс     | Ијан Холм       |
| Саурон           | Сала Бејкер     |

## Опис ликова
- Елајџа Вуд као Фродо Багинс; Хобит који наслеђује Јединствени Прстен од ујака, Билба Багинса. Већином је у друштву пријатеља, хобита Семвајза Гемџија.
- Ијан Макелен као Гандалф; Чаробњак и ментор Фрода Багинса, који му помаже да одлучи шта да уради са Прстеном. Постаје вођа Дружине након што је одлучено да се Прстен врати на Пламен планину и тамо уништи.
- Шон Астин као Семвајз Гемџи; Познатији као Сем, је хобит, Фродов заштитник и пријатељ. Након што су га ухватили у прислушкивању, Сем је постао Фродов пратилац, а од тада му постаје одан.
- Виго Мортенсен као Арагорн; Шумар из Дунедаина и наследник Гондорског престола. Путује са Дружином на њиховом путовању у Мордор. Није сигуран да ли је способан да постане Краљ после неуспеха његовог претка, Исилдура.
- Орландо Блум као Леголас; Принц Северне Мрке шуме и син краља Трандуила, једног од Сивих Виловњака Средње земље. Вешт стрелац који се придружује Дружини на њиховом путовању у Мордор.
- Џон Рис-Дејвис као Гимли; Патуљак који се придружује Дружини за Мордор након што су пошли из Ривендала. Ксенофобичан је према Вилењацима.
- Шон Бин као Боромир; Принц Гондора, путује са Дружином према Мордору, иако га моћ Прстена доводи у искушење. Мисли да Гондору не треба Краљ, али постаје Арагорнов пријатељ.
- Лив Тајлер као Аруена; Вилењакиња која носи Фрода у Ривендал након што је прободен мачем. Она је кћер Елронда и Арагорнова љубавница. Даје Арагорну заставу Гондора са 7 звездица.
- Кејт Бланчет као Галадријела; Сувладарица Лотлоријена, заједно са мужем Селеборном. Показује Фроду могући исход догађаја у свом огледалу.
- Кристофер Ли као Саруман; Пали председавајући Савета Мудрих, који је подлегао Сауроновој моћи. Након што је заробио Гандалфа, ствара војску Урук-хаиа како би пронашао и отео Прстен од Дружине.
- Доминик Монахан‎ као Мери Брендибак; Познатији као Весели, хобит и Фродов пријатељ. Помаже му у бекству од орка и путује са Дружином на њиховом путовању у Мордор, заједно са својим најбољим пријатељем, Пипином.
- Били Бојд као Пипин Тук; Хобит, познатији као Пипин и Фродов пријатељ. Путује са Дружином на њиховом путовању у Мордор, заједно са својим најбољим пријатељем, Меријем. Одан је, али несташан. Често досађује Гандалфу.
- Хјуго Вивинг као Елронд; Вилењак, владар Ривендала, који води Елрондово веће које на крају одлучује да униште Јединствени Прстен. Изгубио је веру у Човекову снагу након што је сведочио Исилдуровом неуспеху пре три хиљаде година.
- Енди Серкис као Голум; Један од носиоца Јединственог Прстена. Прстен га је искварио, али му је дао необично дуг живот. Прстен му је украо Билбо Багинс. Некада је личио на хобите и звао се Смигол.
- Ијан Холм као Билбо Багинс; Фродов ујак који му даје Прстен након што је одлучио да се повуче у Ривендал.
- Сала Бејкер као Саурон; Главни супарник и насловни лик приче који је створио Јединствени Прстен како би покорио Средњу земљу. Изгубио је Прстен од Исилдура, а сада га тражи како би завладао Средњом земљом. Не може преузети физички облик, а духовно је инкарниран као Око.
- Лоренс Макоре као Лурц; Командант Саруманове војске орка који води лов на Дружину на путу за Мордор.
- Хари Синклер као Исилдур; Старији Елендилов син и Арагорнов предак који се борио у рату за Последњи савез. Упао је у замку Мордорских орка када је Јединствени Прстен пао испред њега након што је одсекао Сауронову руку са мачем његовог оца који се назива Нарсил током рата.

## Занимљивости
Елајџа Вуд је био први изабрани глумац, још 7. јула 1999. Пре почетка снимања 11. октобра 1999., главни глумци вежбали су шест недеља мачевање, јахање и веслање. Питер Џексон се надао да ће се тако створити хемија међу глумачком екипом која ће се осетити и на филму, а осим тога, и да ће се навикнути на живот у Велингтону. Као резултат, Шон Астин, тада отац једног детета, почео се бринути о 18-годишњем Елајџи Вуду. Такође су вежбали правилно изговарати Толкинове реченице.
Стјуарт Таунсенд оригинално је ангажован за улогу Арагорна. Међутим, Џексон је схватио да је Таунсенд премлад па му је био потребан старији глумац. Почела је потрага, а за мање од три дана је изабран Виго Мортенсен. Продуцент Марк Одески видео је Мортенсена у представи, а његов син, велики обожавалац књиге, наговорио га је да прихвати улогу. Мортенсен је прочитао књигу у авиону, прошао брзу вежбу мачевања и почео да снима. Постао је популаран међу екипом будући да је пригрлио методичну глуму па је носио свој костим и мач и ван сета.

## Поређење са књигом
Џексон, Волш и Бојенс направили су бројне разлике у причи због темпа радње и развоја ликова. Џексон је рекао да му је главна жеља била да сними филм фокусиран примарно на Фрода и Прстен, окосницу приче. Пролог је сажео Толкинову позадинску причу, у којој је седмогодишња опсада Посљедњег савеза Барад-дура једна битка, где Елендил једноставно бива убијен од стране Саурона, што искоришћава Исилдур за свој напад. Саурон је приказан како експлодира, иако је Толкин рекао да га је само напустио дух. Исилдур сачува Јединствени Прстен за успомену, али га он не искварује као што је описано у приповедању. Саветовано му је да уништи Прстен, али се не спомиње да он и Елронд одлазе на Пламен планину као што је приказано у каснијем разговору између Елронда и Гандалфа.
Догађаји са почетка филма су сажети или изостављени. Главна разлика је та да Гандалф није свестан да је Билбо спреман напустити Округ. У књизи, време које је прошло између тренутка кад Гандалф оставља Фроду Прстен и повратка како би се открио натпис на њему је 17 година, што је сажето због временског разлога. Осим тога, Фродо проводи неколико месеци припремајући се за своје путовање у Бри што је скраћено у један дан, како би се умањила драматска напетост. Ликови као што су Том Бомбадил су изостављени због радње као и због повећања претње орка. Те секвенце су изостављене и како би се оставило простора за појављивање Сарумана, који се у књизи појављује само у флешбеку у Господар прстенова: Две куле. Гандалфово заточеништво је проширено са призором борбе. Саруманова улога је повећана: он је крив за снежну мећаву у Карадрасу, улога преузета од духа у књизи.
Један од значајнијих додатака је онај да Арагорн мора превладати своје неверовање како би затражио право над краљевством. Овај елемент није присутан у књизи, где Арагорн намерава да затражи престо у право време. Све је то направљено због Џексоновог уверења да се сваки лик мора променити или сазнати нешто током приче. Аруена Евенстар такође има већу улогу у филму, заменивши лик из књиге, Глорфиндел, у спасавању Фрода. Лик Елронд такође се разликује од свог књижевног шаблона; у филму он сумња да Људи могу да преживе без Краља. Књига једноставно завршава без драматичног завршетка, будући да је Толкин написао јединствену причу објављену у три дела. Џексоново дело завршава великом битком, у којој представља (неименованог) супарника који се у сценарију назива Лурц. У књизи битка која доводи до Боромирове смрти је испричана у флешбеку у другом поглављу, док је у филму све приказано линеарно. Додавши задовољавајући крај пре чекања на следећи филм, Арагорн је свестан Фродове одлуке да оде, док је у књизи Дружина у хаосу.

## Продукција
Питер Џексон је са Кристијаном Риверсом на причи почео да ради у августу 1997., док је у исто време ангажовао Ричарда Тејлора и Вету Воркшоп да почну стварати његову интерпретацију Средње земље. Џексон им је рекао да направе Средњу земљу што убедљивије и веродостојније, тако да оно изгледа као да је изашло из стварне историје.
У новембру, Алан Ли и Џон Хоув почели су израду почетних концепата сценографије. Ли је створио места као што су Ривендал, Изенгард, Морију и Лотлоријен. Вета Воркшоп и сценографско одељење почели су претварати дизајне у архитектуру, док је Ден Хена скаутирао локације. 1. априла 1999. екипи се придружила Нгила Диксон почевши дизајнирати костиме. Она и 40 кројача израдили су 19.000 костима.

## Критике
Већина критичара је хвалила први део славне трилогије. Џејмс Берардинели је филму дао 4 од 4 звезде: „Са овом продукцијом, Питер Џексон је искористио „Господара прстенова” како би поново изумео фантастику за кинематографију на исти начин на који је књига понудила базу за написану реч”. Роџер Иберт му је дао 3 од 4 звезде и хвалио га, али признао и ситне недостатке: „Јако добро направљена пустоловина... Али, неки ће пожалити што су хобити изгурани у други план и смањени у споредне ликове. И филм се ослања пуно више на акционе сцене од Толкина”.
Критичар Вечерњег листа Арсен Оремовић био је прилично уздржан и дао филму 2 од укупно 4 ’критичарска прста’: „Управо за машту подстицајних Толкинових прича и њиховог култног обожавања, Џексон је имао тежак задатак покоља са властитим пројекцијама сваког читаоца понаособ, а у његовим представама поједини ликови можда превише долазе из подручја хорора... Каже се да слика говори више од стотину речи, али није баш тако. У овом случају Толкинови јунаци делују ипак простије и виђеније него у писаним описима. По иконографији и визуелним ефектима, „Господар прстенова” делује као изврсна сублимација најбољих делова „Мумије”, „Парка из доба Јуре”, „Томб Рајдера” и неупитни господар фантастичних филмова, него као посебно оригинална и чаробна целина”.

## Награде
Филм је 2002. освојио 4 Оскара од 13 номинација. Победничке категорије биле су фотографија, визуелни ефекти, шминка и најбољи оригинални музички број. Филм је био номинован у категоријама најбољег споредног глумца (Ијан Макелен), сценографије, редитеља, монтаже, најбоље песме, најбољег филма, звука, дизајна костима и сценарија. Такође, филм је 2002. освојио и награду Сатурн за најбоље специјално DVD издање.
Након завршетка биоскопског приказивања, филм се сместио међу десет најуспешнијих филмова широм света, зарадивши више од 860 милиона долара.